# Chaetocnema seriata
Chaetocnema seriata es un coleóptero de la familia Chrysomelidae. Fue descrita científicamente en 1889 por Duvivier.